# Tamara Larrea
Pour les articles homonymes, voir Larrea (homonymie) et Peraza.
Tamara Larrea Peraza, née le 25 novembre 1973 à La Havane, est une joueuse de beach-volley cubaine.

## Palmarès
- Jeux panaméricains
  -  Médaille d'or en 2003 à Saint-Domingue avec Dalixia Fernández
  -  Médaille d'argent en 2007 à Rio de Janeiro avec Dalixia Fernández